# Mercimekköy, Taşova
Mercimekköy là một xã thuộc huyện Taşova, tỉnh Amasya, Thổ Nhĩ Kỳ. Dân số thời điểm năm 2010 là 416 người.